# 亞特·葛芬柯
亞特·葛芬柯（1941年11月5日—）原名亞瑟·艾拉·葛芬柯，是贏得葛萊美獎的美國歌手，及曾獲得金球獎提名的演員。最為大眾所熟悉是他與保羅·賽門的合作夥伴關係，也就是著名民謠搖滾組合賽門與葛芬柯。

## 早年生活
亞特·葛芬柯出生於美國紐約皇后區，父親雅各·葛芬柯是一名商人，後來做過演員。亞特有一位哥哥胡莱斯和一位弟弟杰羅姆。葛芬柯來自一個猶太人家庭，爺爺於二十世紀初已移民美國。亞特·葛芬柯於五歲時已喜歡歌唱，父親給他購買了一台錄音機，他便開始反覆錄音及播放，改良歌唱技巧。在小學六年級的時候他遇到了未來的歌唱拍檔保羅·賽門，當時他們正在參與畢業典禮話劇《愛麗絲夢遊仙境》的演出。

## 音樂事業
在1956年至1962年之間，他與賽門以「湯姆與傑瑞」合唱團（英語：Tom & Jerry）的名義一起演出，偶爾會在學校舞會上表演。1957年，他們的單曲《Hey, Schoolgirl》打上美國流行曲排行榜第49位。1963年，葛芬柯和賽門改變樂團的名字為「賽門與葛芬柯」，正式出道。1964年10月，哥倫比亞唱片為他們發行了第一張專輯《週三早上，凌晨3點》（Wednesday Morning, 3A.M.），專輯沒有多大成功，導致保羅·賽門的短暫離隊。後來單曲《寂靜之聲》（The Sound of Silence）經過重新混音後再度以細碟形式發行，廣受注目，於1965年12月4日打上美國告示牌排行榜第一位。
賽門與葛芬柯後來成為了20世紀60年代最流行的樂團之一。其後他們再錄製了四個頗具影響力的專輯，包括《寂靜之聲》、《斯卡布羅集市》、《書擋》，和獲得巨大成功的《憂鬱河上的金橋》（Bridge Over Troubled Water）專輯。1967年，賽門與葛芬柯為好萊塢電影《畢業生》配樂，成為不朽經典。

## 個人生涯

### 樂團復出

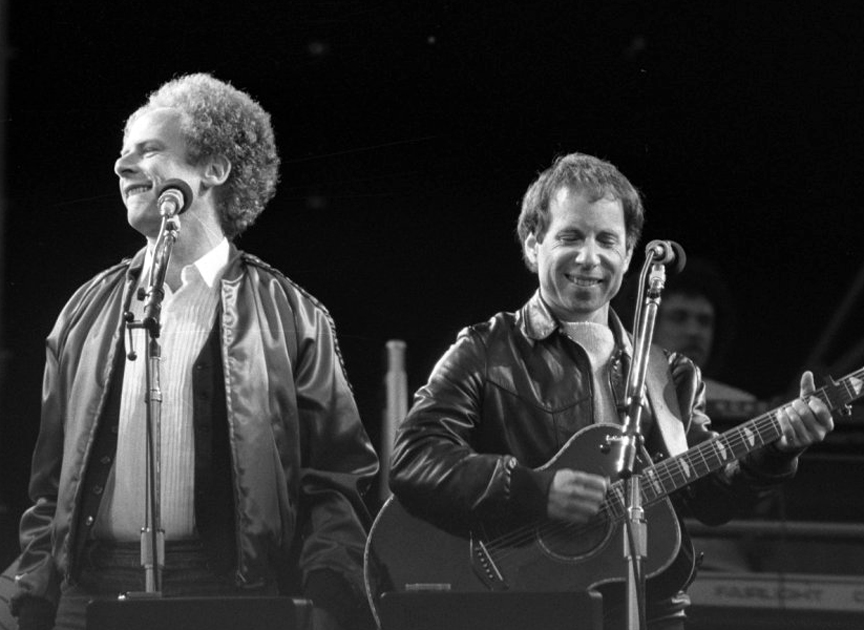
1982年賽門與葛芬柯於荷蘭復出演唱。

樂團於1970年解散後，葛芬柯開始作個人發展。1971年參演電影《Carnal Knowledge》，獲提名金球獎最佳男配角。1973年推出首張個人專輯《Angel Clare》，但歌迷反應一般。1975年推出第二張專輯《Breakaway》，邀請前隊友賽門合作流行歌曲《My Little Town》。之後的數十年間，葛芬柯都有發布專輯，但已不復當年之勇。雖然如此，賽門與葛芬柯樂團數度復出演唱，都座無虛設。1990年，兩人以樂團名義入選美國搖滾名人堂。2003年再度復出，被授予葛萊美終身成就獎。
葛芬柯喜歡閱讀及寫作，曾經於1989年出版詩集《靜水》（Still Water），以詩人自居。1962年葛芬柯畢業於哥倫比亞大學，取得美術史學士學位。之後他進入哥倫比亞數學硏究院，於1967年取得碩士學位，正值賽門與葛芬柯樂團的高峰期。

### 個人專輯
至目前為止，亞特·葛芬柯共發表了10張個人專輯。
- Angel Clare (1973)
- Breakaway (1975)
- Watermark (1977)
- Fate For Breakfast (1979)
- Scissors Cut (1981)
- The Animals' Christmas (1986)
- Lefty (1988)
- Songs from a Parent to a Child (1997)
- Everything Waits to Be Noticed (2002)
- Some Enchanted Evening (2007)

## 外部連結
- 亞特·葛芬柯官方網站 （页面存档备份，存于）